# Gunnar Andersson
Gunnar Andersson (Arvika, 14 agosto 1928 – Marsiglia, 1º ottobre 1969) è stato un calciatore svedese naturalizzato francese, di ruolo attaccante.

## Carriera
Gunnar Andersson è il giocatore ad aver segnato più reti nella storia del Marsiglia in Ligue 1. Vi giocò per 8 anni, nei quali la squadra marsigliese ottenne come miglior risultato un quinto posto in campionato (1956). Fu capocannoniere della massima serie francese nel 1952 e nel 1953. Dopo il ritiro divenne scaricatore di porto a Marsiglia e morì a soli 41 anni per attacco cardiaco.

## Palmarès

### Club
- Coppa Charles Drago: 1

Olympique Marsiglia: 1956-1957

### Individuale
- Capocannoniere della Ligue 1: 2

1951-1952 (28 gol), 1952-1953 (35 gol)